# Le Marchand de Venise
Le Marchand de Venise (títol original en francès, en català Le Marchand de Venise) és una obra dramaticomusical en tres actes composta  per Reynaldo Hahn sobre un llibret en francès de Miguel Zamacoïs, basat en El mercader de Venècia. Es va estrenar el 25 de març de 1935 a l'Òpera Garnier de Chaussée-d'Antin.